# Montserrat Marmer Amagat
Montserrat Marmer Amagat   (20 d'agost de 1929 - Barcelona, 11 de gener de 2019) va ser una bibliotecària catalana.
Va estudiar a l'Escola Superior de Bibliotecàries fins que es va graduar el 1954, amb una tesina titulada "Vaciado de la "Revue hispanique" por materias". Un dels seus primers llocs de treball on exercí de bibliotecària fou al "Bibliobús 1", de la Diputació de Barcelona, inaugurat el març de 1957, que feia un recorregut per barris extrems de l'Hospitalet de Llobregat i Esplugues. Aquesta experiència la va traslladar a un article a la revista Biblioteconomia, «Los bibliobuses de Barcelona». El 1958 es va presentar a unes oposicions convocades per a la provisió de places de Bibliotecàries de Biblioteques Populars de la Diputació Provincial de Barcelona. També va treballar a la Biblioteca de Catalunya, entre el 1981 i el 1994, any en què es va jubilar.
Al mateix temps va alternar la seva feina de bibliotecària amb gerència de la llibreria "les Beceroles" situada al carrer Diputació 315 de la dreta l'Eixample que compartia espai amb la galeria d'art "El Xot". La llibreria fou un centre de trobada d'intel·lectuals, escriptors, lectors i passavolants on es podien trobar llibres "prohibits" a l'època de la dictadura franquista i sempre especialitzada en els llibres en català. A la llibreria es feien inauguracions d'art, presentacions de llibres i animades tertúlies sobre llibres i política.